# Église de Janakkala
L'église de Janakkala (finnois : Janakkalan kirkko) ou église Saint-Lauren (finnois : Pyhän Laurin kirkko) est une église médiévale construite à Janakkala en Finlande. 

## Description
Le constructeur de l'édifice serait Åke Tottia et l'église est inaugurée probablement le 19 septembre 1520.
L'église peut accueillir 650 personnes.
La sacristie et l'entrée sont démolies au XIXe siècle quand l'église est transformée en style Empire et on construit une nouvelle sacristie.
Le clocher bâti par Martti Tolpo est terminé en 1785.
Ses cloches dates des XVIIe et XVIIIe siècles. 
Le retable représentant le crucifixion est peint par Berndt Godenhjelm en 1851.
L'orgue à 40 jeux de la fabrique d'orgues Martti Porthan est mis en service en 1993.
L'orgue a été conçu par Olli Porthan (fi) et par Kalevi Kiviniemi (fi).
A 450 mètres au sud de l'église se trouve la source Laurent qui a servi selon la tradition orale à baptiser.

## Galerie

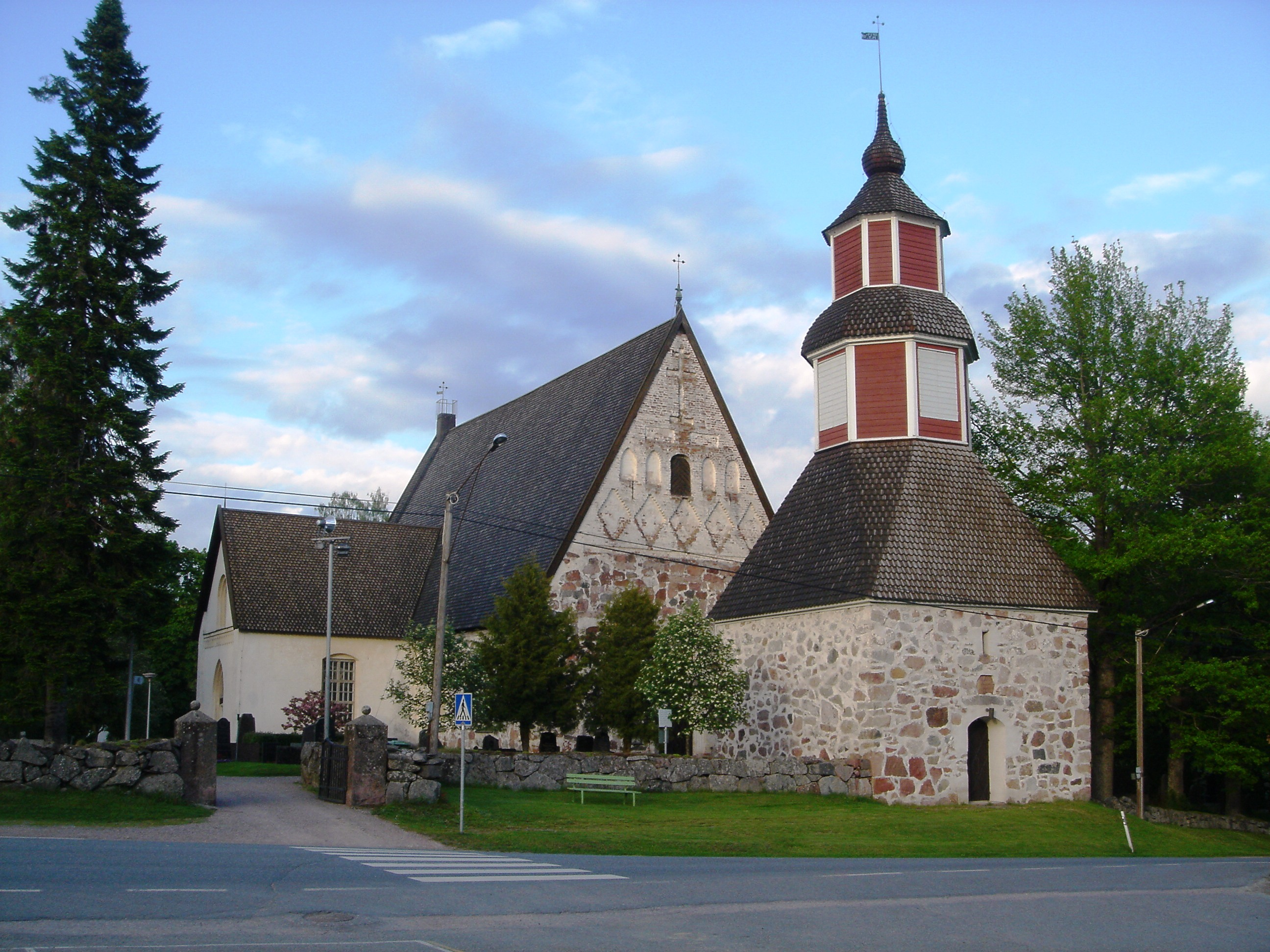
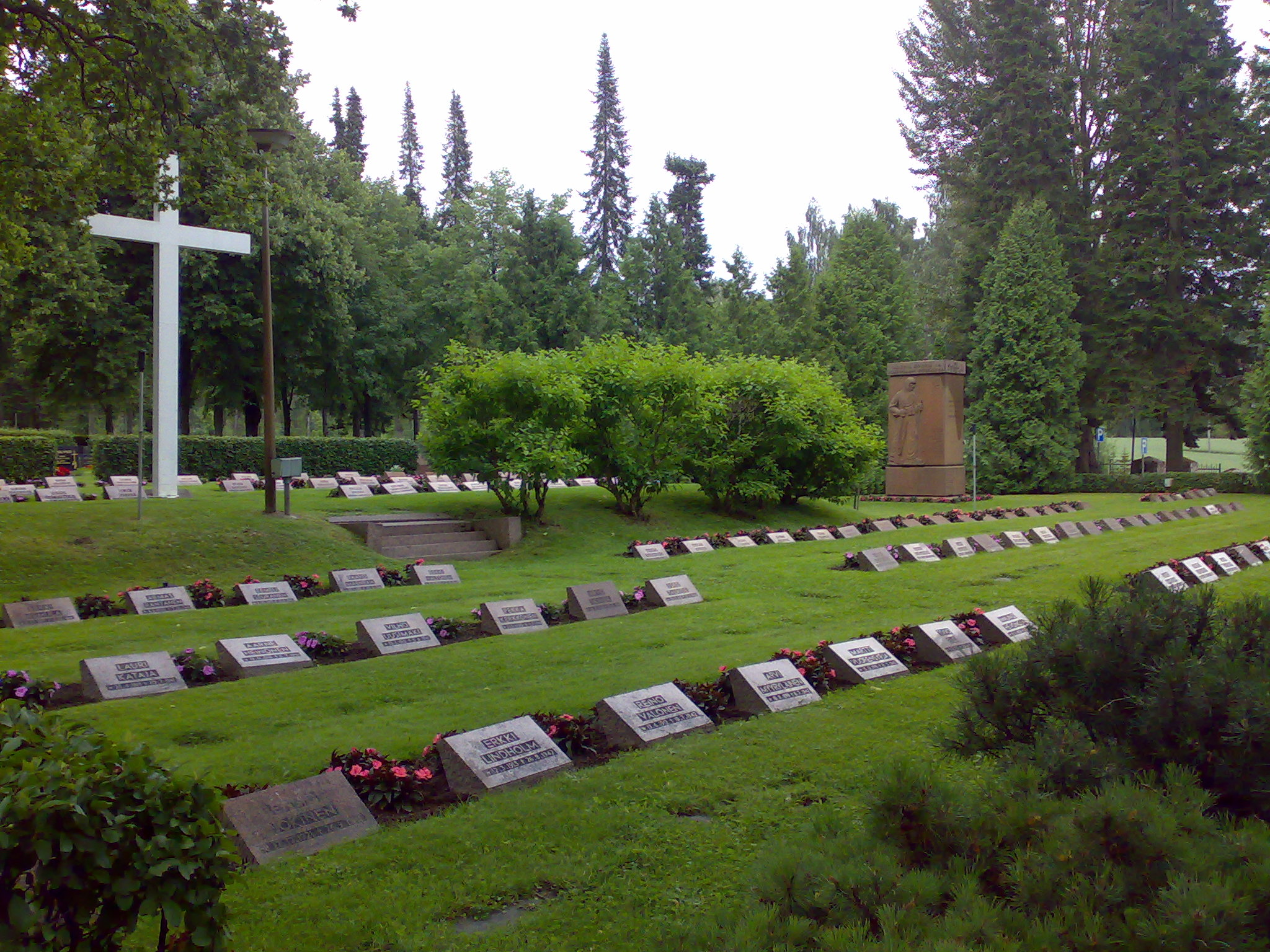